# Florian Ayé
Florian Ayé (* 19. Januar 1997 in Paris) ist ein französischer Fußballspieler, der aktuell beim Servette FC in der Super League spielt.

## Karriere

### Verein
Ayé begann seine fußballerische Ausbildung im Oktober 2004 beim CS Quincy-sous-Sénart. Nach fast vier Jahren dort in der Jugend wechselte er zur US Moissy-Cramayel. Nach zwei weiteren Jahren dort, schloss er sich dem CS Brétigny Foot an und im Sommer 2012 wechselte er in die Juniorenakademie der AJ Auxerre. Dort begann er schon im August 2014 für die dritt- und ein Jahr später zweitklassige Zweitmannschaft zu spielen. Im Februar 2015 unterzeichnete er dort seinen ersten Profivertrag. Am zweiten Spieltag der Saison 2015/16 debütierte er in der Ligue 2 für die Profis, als er gegen den FC Valenciennes spät eingewechselt wurde. Am 36. Spieltag jener Spielzeit schoss er gegen den FC Sochaux in der Nachspielzeit den 3:2-Sieg- und den ersten Treffer seiner Profikarriere. Insgesamt spielte er 2015/16 achtmal in der Ligue 2 und schoss ein Tor. In der Saison darauf bekam er immer mehr Chancen von Beginn an, schoss jedoch in 20 Ligaspielen kein Tor. Auch 2017/18 spielte er 20 Mal und traf diese Spielzeit zweimal.
Im Sommer 2018 wechselte er mit Hoffnung auf mehr Spielzeit zum Ligarivalen Clermont Foot. Dort war er von Anfang an gesetzt, spielte alle 38 Ligaspiele schoss 18 Tore und bereitete vier Treffer vor.
Nach nur einem Jahr in der Mitte Frankreichs wechselte er zum italienischen Erstligisten Brescia Calcio, die zwei Millionen Euro Ablöse zahlten. Dort debütierte er direkt am ersten Spieltag bei einem 1:0-Sieg über Cagliari Calcio über 90 Minuten. Insgesamt spielte er 2019/20 in 22 Ligaspielen, konnte nicht treffen und stieg mit seinem neuen Team als Vorletzter in die Serie B ab. In der zweiten Liga lief es deutlich besser für Ayé und er schoss in 37 Spielen 16 Tore und gab fünf Vorlagen. Mit der Mannschaft konnte er mit starken Leistungen am Saisonende die Aufstiegsplayoffs erreichen, scheiterte dort jedoch in der ersten Runde gegen die AS Cittadella. Zu Beginn der kommenden Spielzeit verlängerte er seinen Vertrag bei Brescia im September bis Juni 2024. 2021/22 war er lange verletzt, schoss vier Tore in 19 Einsätzen und scheiterte mit Brescia erneut in den Playoffs am Aufstieg. In der Saison 2022/23 war er dann wieder Stammspieler und kam in 37 Spielen auf acht Treffer und zwei Vorlagen. Mit dem Verein musste er jedoch nach verlorenen Abstiegsplayoffs den Abstieg in die Serie C hinnehmen.
Daraufhin wechselte er für anderthalb Millionen Euro Ablöse zurück zu seinem Ausbildungsverein, zur AJ Auxerre in die Ligue 2. Dort spielte er dann 2023/24 35 Mal, traf zehnmal und bereitete fünf Treffer vor. Auxerre wurde Erster und stieg mit Ayé in die Ligue 1 auf. Im Januar 2014 wurde er zudem zum Spieler des Monats in der Ligue 2 gewählt.
Auf die Saison 2025/26 wechselte Ayé zum Schweizer Traditionsverein Servette FC aus Genf.

### Nationalmannschaft
Ayé spielte bereits für diverse Juniorennationalmannschaften der FFF. Mit der französischen U19-Nationalmannschaft wurde er mit zwei persönlichen Einsätzen 2016 Europameister.

## Erfolge
Verein
AJ Auxerre B
- Meister der National 3: 2015  ▲

AJ Auxerre
- Meister der Ligue 2: 2024  ▲

Nationalmannschaft
Frankreich U19
- U19-Europameister: 2016

Individuell
- Spieler des Monats der Ligue 2: Januar 2024